# Håmålvoll Station
Håmålvoll Station (Håmålvoll stoppested) var en jernbanestation på Rørosbanen, der lå i Os kommune i Norge.
Stationen blev oprettet som trinbræt 15. januar 1916. Oprindeligt hed den Hummelvolden, men den skiftede navn til Hummelvoll i april 1921, til Hommelvoll i 1922 og endeligt til Håmålvoll i november 1947. Den blev opgraderet til holdeplads i 1919 men nedgraderet til trinbræt igen 15. juni 1952. Betjeningen med persontog ophørte 2. juni 1985, og 31. maj 1987 blev stationen nedlagt.
Stationsbygningen blev opført omkring 1918. Den er beskyttet i henhold til Plan- og Bygningsloven.